# Peter Jenni

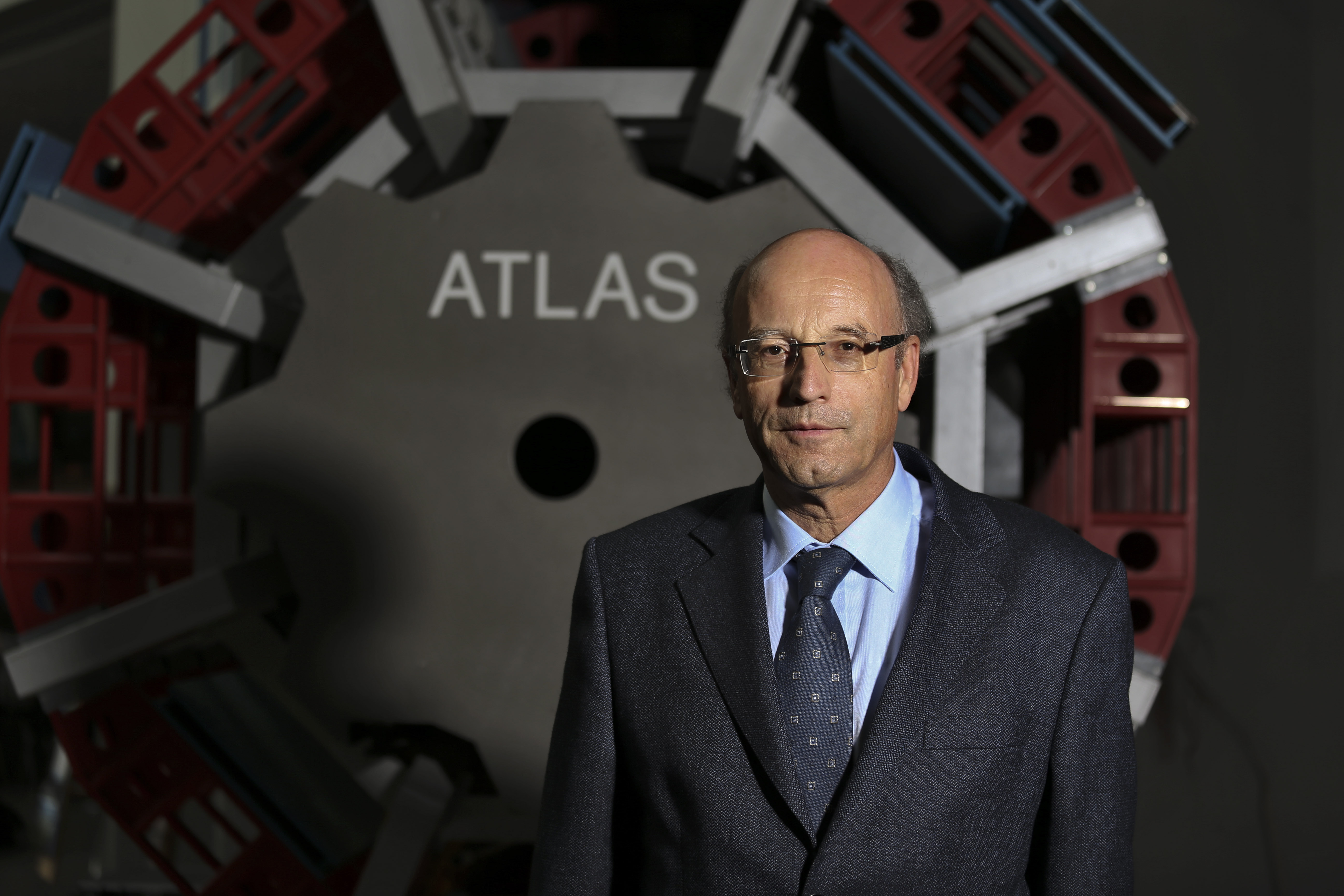
Peter Jenni 2013

Peter Jenni (* 17. April 1948 in Iffwil) ist ein Schweizer experimenteller Teilchenphysiker.
Jenni erwarb sein Physik-Diplom 1973 an der Universität Bern und wurde 1976 an der ETH Zürich promoviert. Schon ab 1972 nahm er an Experimenten am Synchrozyklotron des CERN teil und 1974–1976 am Proton Synchrotron des CERN und danach an den Intersecting Storage Rings. 1978/79 war er am SLAC in Stanford. Ab 1980 gehörte er zum Mitarbeiterstab des CERN und war am UA2 Experiment am Super Proton Synchrotron beteiligt. Mit diesem Detektor und dem UA1-Detektor wurden 1983 unter Leitung von Carlo Rubbia die W- und Z-Bosonen nachgewiesen. 1987 wurde er Leiter der UA2 Gruppe. Später war er in Managementaufgaben in der Vorbereitung des Large Hadron Collider und des ATLAS-Detektors involviert. Der technische Vorschlag des ATLAS erfolgte 1994 und ab 1995 bis 2009 war Jenni dessen Sprecher. Seine Nachfolgerin wurde Fabiola Gianotti. An dem Experiment waren und sind (2012) bis zu 3000 Physiker beteiligt und dort und am zweiten grossen LHC-Detektor CMS erfolgte 2012 die wahrscheinliche Entdeckung des Higgs-Bosons.

## Auszeichnungen
- 2012: Special Fundamental Physics Prize für die Entdeckung des Higgs-Bosons (zusammen mit Fabiola Gianotti, Michel Della Negra, Tejinder Singh Virdee, Guido Tonelli, Joe Incandela und Lyn Evans)
- 2012: Julius Wess-Preis des Karlsruher Instituts für Technologie (zusammen mit Michel Della Negra)
- 2013: Ernst-Mach-Ehrenmedaille
- 2013: High Energy and Particle Physics Prize der European Physical Society (zusammen mit Tejinder Virdee, Michel Della Negra und der CMS und Atlas Kollaboration)[3]
- 2017: Panofsky-Preis (mit Virdee und Della Negra)

Peter Jenni ist Ehrendoktor der Universitäten Stockholm/Schweden, Kopenhagen/Dänemark, Nova Gorica/Slowenien, Aix-Marseille/Frankreich, der Universidad Catolica de Chile, Staatliche Universität Tiflis, Weizmann-Institut, sowie der Universität Bern und der ETH Zürich.